# Імберлах
Імберлах (інгберлах, англ. ingberlach, їд. אימבערלעך — солодка страва єврейської кухні, різні продукти в оболонці з карамелізованого сиропу. Наприклад, при приготуванні з маци, шматочки маци відварюють у приготовленому сиропі, отриману масу розкочують у тонкий лист, дають охолонути, і нарізають ромбиками. Популярним рецептом є й імберлах із тертої моркви. До складу можуть входити цукор, мед, імбир; рідше — оливкова або інша рослинна олія.
Назва походить від слова імбир (ingber на їдиш). У мацове борошно додавали сушений мелений імбир, і замішане на яйцях тісто смажилося в цукровому сиропі з додаванням меду та імбиру, потім формувалося і висушувалося. Існують солодощі, виготовлені за схожою технологією, але в яких імбир не використовується, наприклад тейглах або плетцлах (pletzlach).